# Adalbert Görcz
Adalbert Ladislaus Görcz (* 19. Juli 1921 in Unterwart; † 14. Jänner 1990 in Wien) war ein österreichischer Angestellter in Mattersburg und Politiker (VdU, dann ÖVP). Er war Abgeordneter zum Burgenländischen Landtag.

## Leben
Görcz war Sohn des Müllermeisters Alois Görcz aus Unterwart beziehungsweise Stoob und besuchte nach der Volksschule in Unterwart die Hauptschule in Stoob. Er wurde 1938 Gemeindebediensteter in Pöttelsdorf und besuchte in der Folge die Deutsche Gemeindeverwaltungsschule in Niederdonau. Danach war Görcz Amtsmann in Oslip beziehungsweise Zemendorf und diente 1943 in der Wehrmacht. Danach wurde Görcz wieder als Amtmann eingesetzt.
Görcz war nach dem Zweiten Weltkrieg als Lektor und Übersetzer beim Verlag seines Bruders in Wien beschäftigt und arbeitete als freier Journalist. Ab 15. Dezember 1956 war er Schriftenleiter der ÖVP-Wochenzeitung Burgenländisches Volksblatt, wo er bis Mai 1969 beschäftigt war. Danach war er von 1969 bis 1985 Direktor des Burgenländischen Gemeindebundes und publizierte eine Fachzeitung sowie Broschüren zur Gesetzgebung und Verwaltung. 1986 zog er sich zurück.
Görcz war verheiratet.
Er wurde in Eisenstadt begraben.

## Politik
Görcz trat 1949 dem Verband der Unabhängigen (VdU) bei und wurde deren burgenländischer Landesobmann. Er vertrat die Partei vom 4. November 1949 bis zum 11. Juni 1956 im Burgenländischen Landtag, trennte sich jedoch 1956 im Zuge der Überleitung der VdU in die FPÖ von der Partei und stellte sich der ÖVP zur Verfügung. Er verblieb für die ÖVP durchgehend bis zum 3. November 1972 als Abgeordneter im Landtag und war von 1956 bis 1972 Bezirksparteiobmann der ÖVP Mattersburg.